# El sol del futuro (película)
El sol del futuro (Il sol dell'avvenire) es una comedia dramática italiana dirigida por Nanni Moretti.

## Desarrollo
Con El sol del futuro, rodada en Cinecittà y en las calles de Roma  cuyo título original, evoca el símbolo del Partido Socialista Democrático Italiano y que sitúa en el mundo del cine y el circo entre los años 50 y 70, Nanni Moretti firma su regreso a la comedia, la sátira y la crítica de la sociedad italiana. Afirma, para La Repubblica, que la película no es su voluntad y que no quiere oír hablar de un título político.
Es un film de época sobre la llegada de un circo húngaro a un barrio de Roma, convocado por la sección local del Partido Comunista Italiano (PCI) en las mismas fechas en las que entran en la República Popular de Hungría los tanques de la Unión Soviética para aplastar de manera sangrienta la insurrección popular contra la dictadura comunista prosoviética de su país en 1956.

## Sinopsis
Giovanni es un director involucrado en la realización de su nueva película. Su esposa Paola, productora, está sufriendo por la relación con su marido y está lidiando por primera vez con la producción de una película que no es de Giovanni. Su historia personal se entrelaza con las escenas de la película que Giovanni está rodando: la trama se centra en la reacción de un sector local del Partido Comunista Italiano a la revolución húngara de 1956. La intervención armada soviética, de hecho, puso al PCI en una posición incómoda: la película que Giovanni está rodando sigue el conflicto entre el personaje interpretado por Ennio, secretario de un círculo romano del PCI y editor de "l'Unità", y su esposa comunista, interpretada por Vera. La esposa simpatiza inmediatamente con la causa húngara, mientras que el marido espera a que el partido tome posición y no deja de alinearse con ella.
Mientras tanto, después de haber rodado ya una buena parte de la película, Giovanni se ve obligado a dejar de rodar porque el productor Pierre, muy endeudado, no tiene dinero para cubrir los gastos. Tras una grotesca y desastrosa entrevista con Netflix para obtener los fondos necesarios para completar el rodaje, Giovanni y Paola eligen a un grupo de coreanos como sus nuevos productores, emocionados por el guion y su desesperado final. De hecho, el guion prevé que la película termine con el suicidio por ahorcamiento del secretario, dividido entre cumplir con su deber con el partido y su amor por su esposa, que mientras tanto lo ha abandonado y le ha dejado su carné.
Una mañana, Paola le confiesa a Giovanni que está en terapia con un psicólogo desde hace varios meses y que quiere pedir una separación: la mujer también ya ha alquilado un apartamento durante varios meses, en el que va a vivir sola. Reconociendo que su vida matrimonial se ha desmoronado, Giovanni decide cambiar también el final de su película: el secretario ya no se ahorca, sino que abraza la causa de su amada esposa y con una pequeña multitud se dirige a la sede histórica del PCI en Via delle Botteghe Oscure, logrando obtener el punto de inflexión deseado del secretario general Togliatti: al día siguiente, de hecho, la portada de "l'Unità" llevaba el titular "¡Adiós a la Unión Soviética!", dejando así claro que el PCI, a diferencia de lo que ocurría en la realidad histórica, había decidido abandonar la línea prosoviética.
En la escena final, todo el elenco de la película (y de algunas de las películas anteriores de Moretti) se encuentra marchando alegremente por la Via dei Fori Imperiali: todos vestidos al estilo de los años 50, portando banderas rojas y una fotografía gigante de Trotsky en procesión. Una inscripción antes de los créditos finales revela cómo, gracias al abandono de la línea prosoviética por parte del PCI, la utopía comunista tan querida por Marx y Engels se realizó en Italia.

## Inspiración y citas
Esta película de Nanni Moretti está llena de referencias y citas. En primer lugar, se identifican muchos rasgos del cine de Fellini: se muestra la secuencia final de La dolce vita, se mencionan 8 y 1/2, se utiliza el circo como escenario de su historia. También hay citas de Ophüls, del comienzo de Lola (de Jacques Demy), de The Blues Brothers (de John Landis), Kieslowski y No matarás, John Cassavetes y la improvisación, y San Michele aveva un gallo (de los hermanos Taviani).
También hay un gran número de referencias a sus películas, como la manta de Dulces sueños (Sogni d'oro, 1981), su obsesión por los zapatos (Bianca), su pasión por la natación (Vaselina roja), la referencia a la Piazza Mazzini, donde rodó sus primeras películas (Io sono un autarchico y Ecce bombo), su idea de la violencia en el cine y el regate en soledad (Querido diario).
Durante el desfile final, todos los actores principales de la película se unen a los de las películas anteriores de Moretti, como Giulia Lazzarini (Mi madre), Alba Rohrwacher (Tres pisos), Jasmine Trinca (La habitación del hijo y El caimán), Lina Sastri (Ecce bombo), Anna Bonaiuto (El caimán y Tres pisos), Renato Carpentieri (Querido diario), Fabio Traversa (Soy un autárquico, Ecce bombo y Vaselina roja), Elio De Capitani (Il caimano), Dario Cantarelli (Io sono un autarchico, Ecce bombo, Bianca, Habemus Papam y Vaselina roja), Mariella Valentini (Vaselina roja), Alfonso Santagata y Claudio Morganti (Vaselina roja), Gigio Morra (Dulces sueños), y su exesposa: Silvia Nono (Querido diario y Abril).